# 12-й км
12-й км (рос. 12-й км) — село в Хорольському районі Приморського краю Росії. Входить до складу Лучкинського сільського поселення.

## Населення
Чисельність населення за роками:
| 2002 | 2010 |
| ---- | ---- |
| 0    | 7    |

За даними перепису населення 2010 року на території села проживало 7 осіб. Частка чоловіків у населенні складала 42,9% або 3 особи, жінок — 57,1% або 4 особи.